# Podbipięta
Podbipięta – tygodnik nacjonalistyczny wydawany w latach 1936–1937 pod redakcją Jana Rembielińskiego.

## Charakterystyka
Po odejściu ze Stronnictwa Narodowego w 1936 Rembieliński chciał założyć dziennik. Ostatecznie, z pomocą władz sanacyjnych, został redaktorem naczelnym nowego tygodnika – Podbipięta. Funkcję redaktora odpowiedzialnego pełnił Antoni Szperlich. Na czele działu literackiego stał Stanisław Miłaszewski.

## Profil ideowy

### Wartości i polityka
Tytuł nawiązywał do treści nacjonalistycznych oraz katolickich, które ze sobą łączono. Krytykowano faszyzm, z zainteresowaniem przyglądając się ustrojowi Wielkiej Brytanii oraz Stanów Zjednoczonych. Najczęściej jednak odwoływano się do polskiej tradycji ustrojowej sprzed 1795. Krytykowano przemoc w życiu politycznym Polski (np. marsz na Myślenice Adama Doboszyńskiego). Nie widziano miejsca dla komunizmu i masonerii. Mimo więzi ideowych krytykowano SN i ONR, pochwalając przejście sanacji na pozycje zachowawcze. Pismo przejawiało pozytywne opinie wobec SP, SL, a nawet PPS. Opowiadano się za zgodą między endecją a sanacją.

### Ustrój
Potępiano wszelkie przejawy totalitaryzmu, biurokratyzmu, rządów policyjnych. Podkreślano rolę państwa, co dystansowało redakcję od narodowców. Optowano za demokracją bezpośrednią, pochwalano samorząd. Zaznaczano rolę Sejmu, krytykując ograniczenie jego roli przez sanację. Redaktorzy wyrażali poparcie dla pluralizmu politycznego w postaci wielopartyjności.

### Wobec mniejszości narodowych
Na łamach tygodnika opowiadano się za państwem narodowym. Mniejszości słowiańskie chciano przekonać do polskości, promując atrakcyjność kulturalną. Wrogo odnoszono się do Żydów, odrzucając rasizm, ale nie akceptując asymilacji. Popierano syjonizm i emigrację Żydów z Polski. Publicyści wzywali do bojkotu, wykluczenia z samorządów zawodowych żydowskich adwokatów i lekarzy.

### Stosunki międzynarodowe
Jako kluczowe uznawano dobre relacje z Francją, krytycznie odnosząc się do polityki Wielkiej Brytanii. Postulowano bliskie relacje z Czechosłowacją i Rumunią, wzywano do normalizacji relacji z Litwą. Dostrzegając zagrożenie niemieckie, nie wykluczano normalizacji, gdyby zachodni sąsiad skierował swe zainteresowanie ku koloniom. 

## Publicyści
W tygodniku swoje teksty umieszczało szereg osób. Byli to m.in.: Stanley Baldwin, Tadeusz Bernadzikiewicz, Andrzej Bilski, Stefan Bławdziewicz, Franciszek Błotnicki, Wacław Borowy, Jan Bułhak, Artur Chojecki, Witold Chwalewik, Ludomił Czerniewski, Jan Dobraczyński, Wacław Drozdowski, Zofia Dygasińska- Wolertowa, Zbigniew Dymecki, Zdzisław Dziekoński, Marian K. Dziewanowski, Lesław Eustachiewicz, Karol S. Frycz, Bohdan Gębarski, Adam Grzymała-Siedlecki, Bruno Habdank, Stanisław Helsztyński, Karol Hławiczka, Zygmunt Jakimiak, Józef Jarzębowski, Jerzy Jastrzębiec, Alfred Jesionowski, Aleksander Junosza-Gzowski, Maria Kasterska, Kazimierz Kieniewicz, Jan Korolec, Stanisław Kowalewski, Zygmunt Kraczkiewicz, Jan Kucharski, Leon Maciański, Walenty Majdański, Jan Malewski, Andrzej Mikułowski, Wanda Miłaszewska, Jan Miszewski, Krzysztof M. Morawski, Karol Neuhoff-Ley, Adolf Nowaczyński, Maciej Nowik, Jan Nowodworski, Bernard E. Nuszkowski, Tadeusz Panek, Paweł Pątnik, Jan Perłowski, Antoni Plutyński, Stefania Podhorska-Okołów, Jerzy Przywieczerski, Leon Radziejowski, Adam Romer, Jan Rudis, Tadeusz Rumowski, Ferdynand Ruszczyc, Jan E. Skiwski, Witold Silnicki, Kazimierz Snopek, Jan Sokołowski, Jan Stachniuk, Zofia Starowieyska-Morstinowa, Jan Strzembosz, Wit Tarnawski, Julian Wapniarski, Władysław Wolert, Jan Wszebór, Marek Zagajny, Jan Zaremba, Paweł Zdziechowiecki, Marian Zdziechowski, Adam Żółtowski, Jan Żółtowski, Leon Żółtowski. 